# Oliver Twist
Oliver Twist là tiểu thuyết thứ hai của Charles Dickens. Cuốn sách ban đầu được xuất bản ở Bentley's Miscellany làm một loại sách ra từng kỳ vào mỗi tháng, bắt đầu từ tháng 2 năm 1837 và đã tiếp tục cho đến tháng 4 năm 1839.

## Nội dung
Nhà tế bần và những công việc đầu tiên
Oliver Twist sinh ra trong hoàn cảnh nghèo nàn và không may ở tại một nhà tế bần ở một thị trấn vô danh. Không cha không mẹ vì mẹ của Oliver chết khi mới sinh ra cậu vài phút và cha Oliver thì không biết tên. Oliver được hưởng điều luật Poor Law và có chín năm cuộc đời tại trại trẻ chăm sóc của bà Mann. Tại sinh nhật lần thứ chín của Oliver, ông Bumble, ông tư tế, đưa cậu đến một trại tế bần khác. Oliver sống ở đấy rất cực nhọc vì thức ăn rất ít, cụ thể là khoảng sáu tháng. Một ngày, những cậu bé do quá đói đã bầu ra một đứa đi xin thêm cháo lỏng, xui xẻo thay người đó lại là Oliver. Cậu đứng trước những người ở nhà tế bần và nói một câu rất nổi tiếng là: "Thưa ngài, cho cháu thêm một ít ạ."("Please sir, I want some more.")

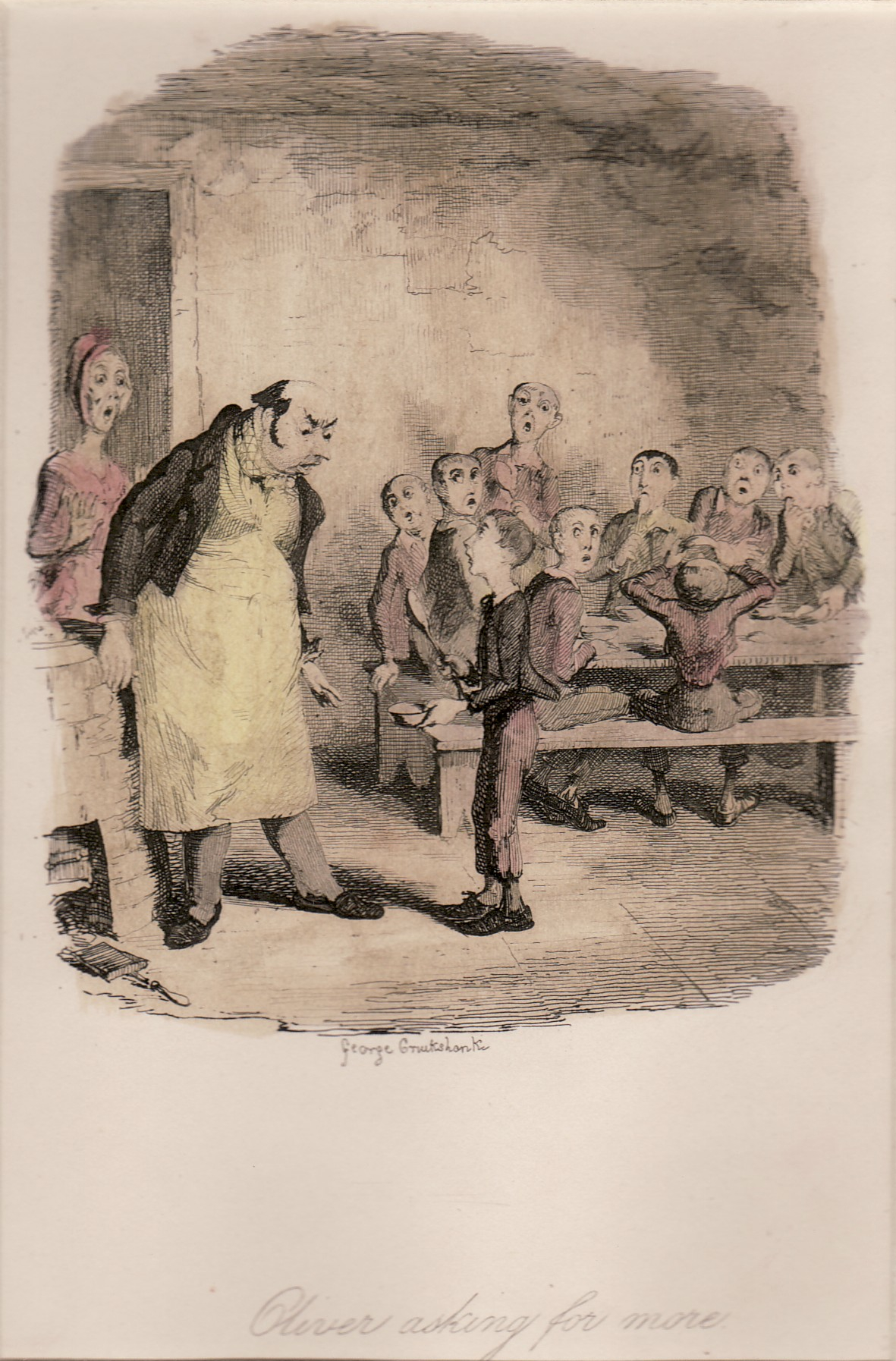
Oliver Twist xin một ít cháo

Nhưng thật bất công. Những kẻ đứng đầu nhà tế bần lại cho đó là một việc làm của quỷ sứ và nhốt cậu vào ngục tối, chờ ngày đem đến phiên toà xét xử. Quan toà đã quyết định đem cậu đi treo cổ nếu không có người nào đó chịu mua cậu để phụ giúp công việc. Đầu tiên, có một gã hành nghề nạo ống khối đến hỏi mua cậu. Oliver có cảm tưởng không hay về công việc này, rất may một trong số các ngài quan toà đã hỏi cậu: "Cháu có thích công việc này không?", Oliver đã lắc đầu, và cậu tiếp tục bị nhốt vào ngục tối lần nữa. Rồi, đến lượt ông Sowerberry, một người kinh doanh dịch vụ tang lễ đến hỏi mua, với những điều kiện béo bở, các quan toà đã đồng ý cho ông ta đem Oliver về, cậu bé cũng đồng ý vì thấy Sowerberry chẳng có gì đáng sợ cả.
Oliver được ông Sowerberry cho đi theo xem công việc của mình ra sao, Oliver thấy nó cũng tạm được. Sowerberry đã nhận thấy có một vẻ phúc hậu trên gương mặt Oliver, ông quyết định cho cậu bé làm nghề khóc thuê. Từ đó, Oliver luôn làm nghề này. Tuy vậy, cậu lại không được lòng bà Sowerberry, Noah Claypole và Charlotte, cũng là hai người ở nhưng được bà Sowerberry yêu quý. Một hôm, Noah đã trêu chọc Oliver về mẹ cậu và xuất thân của cậu khiến Oliver nổi giận đánh vào mặt Noah. Charlotte thấy vậy bèn gọi bà Sowerberry, bà Sowerberry bảo Charlotte đi gọi ông Bumble, ông Bumble đi gọi ông Sowerberry. Khi ông Sowerberry về tới nhà thì cũng là lúc ông nghe thấy cuộc cãi nhau giữa Noah với Oliver. Noah bảo Oliver gây sự trước, hiển nhiên đây là lời nói dối, Oliver thì bảo Noah trêu chọc mình trước. Ông Sowerberry không biết tin vào ai cho đến khi vợ ông lên tiếng. Bà Sowerberry bên vực Noah dù bà biết sự thật, Oliver đã cãi lại bà ta. Ông Sowerberry nổi giận lôi đình, đành rằng ông cũng thương Oliver nhưng một khi đã đụng vào vợ ông thì không thể tha được.
Oliver bị tống vào hầm rượu chờ cho ông tư tế và ông kinh doanh dịch vụ tang lễ tìm cách xử lý cậu. Oliver lo sợ việc khủng khiếp đã xảy ra đến với mình nên đang đêm đã bỏ trốn đến Luân Đôn.
Ở Luân Đôn, gặp Cáo Tinh Ranh và Fagin
Khi Oliver đến London, cậu gặp một đứa trẻ trạc tuổi mình là Jack Dawkins, một thằng làm nghề móc túi, có biệt danh là Cáo Tinh Ranh (ngắn gọn hơn là Cáo). Cáo Tinh Ranh hứa hẹn cho Oliver những điều kiện như sẽ có được chỗ ngủ qua đêm và thức ăn ngon miễn phí. Do lần đầu tiên ra ngoài đời, Oliver đã đồng ý ngay. Cáo đưa Oliver đến gặp Fagin, một lão già Do Thái cũng là một tên lứa gạt, trộm cướp. Ở đó, Oliver có thể thấy rất nhiều đứa trẻ trạc tuổi Cáo và cậu. Fagin cho Oliver làm công việc gỡ những cái tên thêu trên những cái khăn tay mà hắn và bọn trẻ của hắn lấy được. Oliver vui vẻ làm việc. Rồi đến một hôm, Fagin cho Oliver xem một trò chơi kỳ lạ. Oliver không hiểu lắm đó có nghĩa là ý gì. Nhưng một ngày, cậu theo Cáo và Charley Bates ra ngoài thành phố. Cáo và Charley bảo cậu nấp ở xa và xem chúng làm việc. Chúng đến gần một cụ già trông có vẻ phúc hậu, cố tìm cách lấy chiếc khăn tay của cụ mà cụ thì đang đọc sách say sưa chẳng chú ý đến xung quanh. Oliver đứng ở xa nhìn thấy hết và cậu đã biết đó là công việc gì. Cậu hoảng sợ bỏ chạy, lúc đó cụ già cũng biết mình bị mất đồ bèn hô hoán người đuổi theo. Do Olvier chạy như nhanh nên cụ và người ta tưởng cậu chính là tên ăn trộm. Cụ già và người ta đuổi theo cậu, cả Cáo và Charley cũng nhập vào đoàn người đuổi bắt Oliver. Cậu bị bắt và bị tống vào nhà giam ở trạm cảnh sát.
Đứng trước phiên toà, cụ già, tên Brownlow, đã đến gặp ngài quan toà. Ông ta hỏi cụ Brownlow có phải là Oliver chính là tên móc túi không, cụ nói không chắc. Nhưng quan toà quyết định phạt Oliver dù không rõ có phải chính cậu lấy chiếc khăn tay của cụ Brownlow hay không. Do quá mệt, Oliver đã ngất đi trước vành móng ngựa. Cụ Brownlow xin rút đơn kiện và đưa Oliver về nhà chữa bệnh. Cụ mời một bác sĩ tên Bedwin đến khám cho Oliver. Với sự chăm sóc cần mẫn của những người hầu và cụ Brownlow nên Oliver nhanh chóng bình phục. Trong thời gian chữa bệnh ở đây, Oliver có để ý thấy trong nhà cụ Brownlow có treo một tấm hình của một người phụ nữ rất đẹp. Cậu bé thấy gương mặt ấy rất quen dù không nhớ ra bà ấy là ai. Cụ Brownlow nhận thấy bức tranh có ảnh hưởng đến sức khoẻ của Oliver nên cho người đem cất nó đi.
Một bữa tối, cụ Brownlow mời một người bạn của mình đến chơi. Cả hai đã đánh cá rằng Oliver hoặc là một đứa trẻ trung thành hoặc là một thằng vong ơn bội nghĩa. Bằng cách như sau: cụ Brownlow có mượn anh bán sách một số quyển sách và sai Oliver trả lại cho anh ta. Oliver nếu trung thành sẽ quay về còn bằng không sẽ đi luôn. Oliver đang đi giữa đường thì gặp một cô gái tên Nancy tự xưng là chị gái mình bắt về cùng với sự trợ giúp của một kẻ lạ mặt. Oliver lại bị bắt đến chỗ Fagin và cậu biết rằng cô gái là một trong những người bạn của lão Do Thái, còn kẻ lạ mặt kia là Bill Sikes một tên cướp dữ tợn. Chúng đã tước đoạt bộ quần áo đẹp của cậu và giữ luôn cậu đấy.

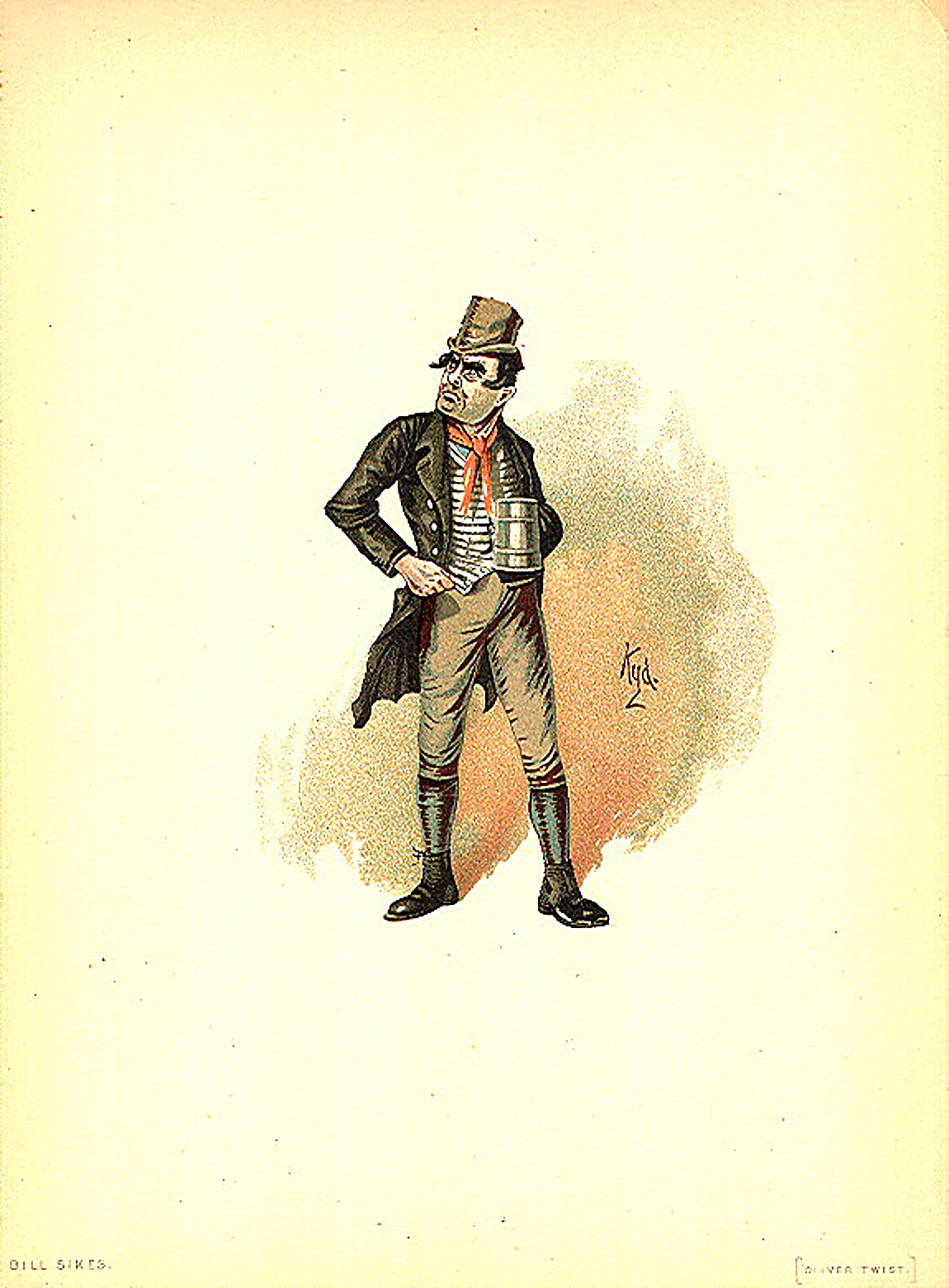
Bill Sikes (minh hoạ bởi Joseph Clayton Clarke)

Fagin cho rằng Oliver không đáng tin cậy và nhốt cậu bé trong nhà, cấm không cho cậu bước ra ngoài dù nửa bước. Oliver chán nản chờ đợi. Một tối nọ, Bill Sikes nói với Fagin rằng có một căn nhà có rất nhiều thìa bạc và chén đĩa quý, hắn muốn trộm những thứ ấy nhưng ngặt nổi không có ai lẻn vào mở cửa. Fagin hiểu ý hắn, Bill Sikes muốn mượn một đứa của Fagin, đứa nào càng nhỏ càng tốt. Fagin đem Oliver giao cho Bill Sikes. Cùng với một số tên ăn trộm nữa, chúng đã bắt đầu thực hiện vụ trộm. Oliver vừa mới lẻn vào nhà thì những người ở của căn nhà ấy đã bắt được. Cậu bị bắn. Bill Sikes cõng cậu chạy được một đoạn thì thả cậu xuống, tự tìm đường thoát thân. Oliver lê từng bước đến một ngôi nhà và gõ cửa. Người ở trong ngôi nhà ra mở. Và do tình cờ, đấy cũng chính là ngôi nhà Bill Sikes định vào trộm. Người chủ của ngôi nhà, bà Maylie và cô Rose đã nhân từ cứu cậu.
Oliver sau khi bình phục đã nói ra hết nguyên nhân cớ sự của mình. Bà Maylie cùng với những người khác đồng ý rằng cậu bé bị ép buộc nên mới làm thế. Bà Maylie và cô Rose cũng nhận nuôi cậu. Oliver có một cuộc sống mới với những người bạn tốt hạnh phúc.
Cùng lúc ấy, ông Bumble lên thành phố để làm nhiệm vụ, tình cờ ông ta thấy có đăng hình tìm kiếm Oliver. Nhận ra đứa trẻ này, ông ta đã liên lạc với người đăng hình là cụ Brownlow nhằm cung cấp một số thông tin cho cụ và để nhận tiền thưởng (ông ta muốn lấy lòng bà chủ nhà tế bần). Ông Bumble đã kể về những việc làm xấu xa của Oliver theo ý ông ta và đồng thời thêm mắm thêm muối vào cho Oliver nghe có vẻ tệ hơn. Sau khi nghe xong câu chuyện, cụ Brownlow trả tiền cho ông Bumble và thực sự nổi giận, cấm không được nhắc đến tên Oliver trước mặt cụ.
Câu chuyện có thêm nhân vật và tình tiết mới

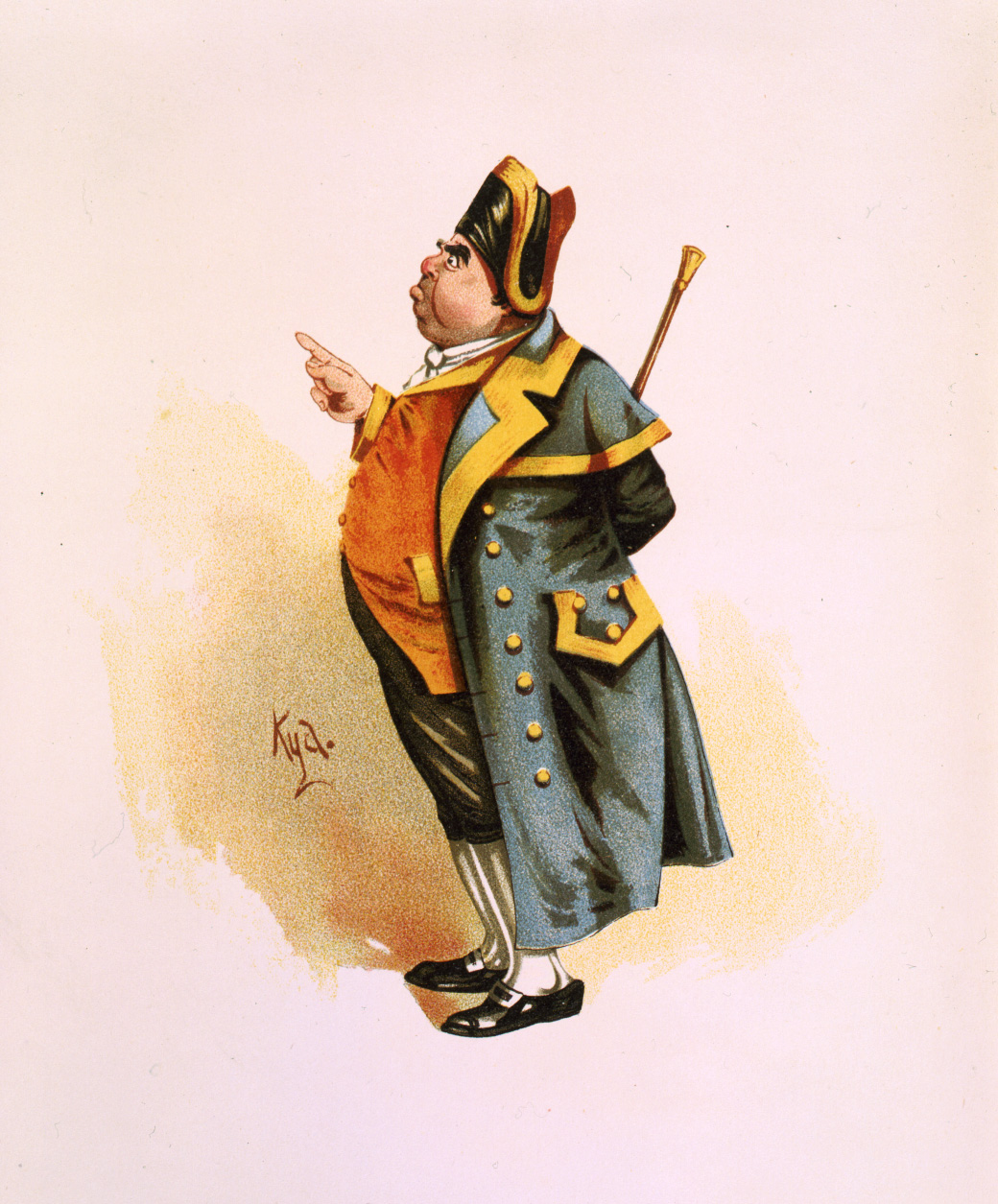
Ông tư tế Bumble (minh hoạ bởi Joseph Clayton Clarke)

Trong khi Oliver đang sống cùng với bà Maylie và cô Rose thì ở tận vùng quê xa xôi, nơi cậu sinh ra, ông tư tế Bumble đã cưới bà chủ nhà tế bần. Hai vợ chồng Bumble vừa mới cưới nhau đã có những cuộc cãi cọ, xem ai người chủ gia đình, bà Bumble thắng. Ông Bumble bỏ đi để quên nổi buồn thì gặp một kẻ lạ mặt ngồi trong quán rượu. Anh ta gọi ông Bumble lại và bàn chuyện. Anh ta tự xưng là Monks. Monks muốn hỏi xem bà Bumble có giữ thứ mà hắn cần không, hắn sẽ trả cho vợ chồng Bumble một khoảng tiền lớn. Tất nhiên ông Bumble không từ bỏ món hời này và ông dám cá vợ mình có giữ món đồ ấy.
Vợ chồng Bumble đến gặp Monks mang theo món đồ ấy. Monks nhận lấy đồ và trả tiền cho ông bà Bumble. Hắn còn bảo rằng nếu như ông bà Bumble không mang đúng món đồ hắn yêu cầu thì có lẽ hắn đã ném hai người đó xuống vực thay vì món đồ. Hai vợ chồng Bumble khiếp sợ và không dám hé răng với ai nửa lời.
Câu chuyện quay về với Oliver và những người bạn tốt. Bà Maylie và cô Rose đã đem Oliver đến vùng quê đẹp để tránh xa những cái xấu. Ở đây, Oliver được học chữ được vui chơi. Nhưng đột ngột cô Rose ngã bệnh. Những cuộc vui của họ đành phải hoãn lại. Ở chương này cũng cho biết thêm cô Rose chỉ là con nuôi của bà Maylie, bà Maylie còn có một cậu con trai tên Harry Maylie. Anh ấy đã vội vã đến thăm Rose khi cô bị bệnh. Harry rất yêu Rose nhưng chưa bao giờ dám thổ lộ với cô vì sợ cô sẽ bị tổn thương.
Về Oliver, trong lúc đang nằm ngủ trưa, cậu đã mơ thấy ác mộng. Choàng tỉnh giấc, Oliver thấy hai bóng người ở ngoài cửa sổ, một già một trẻ. Oliver hét lên, Harry và một gia nhân trong nhà vội chạy đến hỏi có chuyện gì, Oliver kể tất cả cho họ nghe. Họ bèn đuổi theo hai tên ấy. Oliver nhận ra một trong số chúng là Fagin còn người kia, cậu đã đụng phải trong lúc mời bác sĩ đến khám cho Rose. Cuối cùng do không thấy vết tích chúng, Oliver mới nghĩ rằng chẳng qua do giấc mơ ảnh hưởng tới mình nên gác lại chuyện ấy. Cô Rose dần dà bình phục, Harry đã bày tỏ tình cảm với cô ấy nhưng bị từ chối đúng như anh nghĩ (mặc dù cô Rose cũng có tình cảm với anh, là do khác biệt thân phận). Harry không nói gì, chỉ chúc cho cô Rose được hạnh phúc. Lúc này Oliver nhớ đến cụ Brownlow, cậu cùng một gia nhân trong nhà đi Luân Đôn để gặp cụ Brownlow, xin lỗi về việc đã bỏ đi cũng như giải thích mọi điều. Tiếc thay, cụ Brownlow đã chuyển nhà. Oliver buồn rầu và tự dằn vặt mình.
Câu chuyện lại chuyển nhân vật trung tâm một lần nữa. Lần này nói về Bill Sikes với Nancy. Bill bị bệnh kể từ lần ăn trộm không thành vừa rồi và hắn thường xuyên nổi nóng. Người duy nhất chăm sóc hắn là Nancy. Cô đã có tình cảm với hắn và Bill cũng biết điều đó. Nhưng với tính khí hay nổi giận, Bill thường quát mắng nặng với Nancy, thế vậy mà, Nancy vẫn yêu hắn.
Sự việc càng trở nên đen tối hơn
Fagin đến một quán rượu để gặp hỏi tin tức về Monks. Khi hai người gặp nhau tại nhà của Fagin, Monks hứa sẽ trả Fagin hậu hĩnh nếu lão Do Thái tìm ra Oliver và biến cậu thành một kẻ thật sự xấu xa. Monks đang nói chuyện thì nhìn thấy một bóng người và la toáng lên. Nhưng Fagin cho rằng đó chỉ là do Monks tưởng tượng ra.
Noal Claypole cùng Charlotte bỏ trốn khỏi nhà ông Sowerberry vì đã lấy cắp tiền của ông chủ. Hắn cùng với tình nhân đi lang thang và cuối cùng lại gặp được Fagin. Lão hứa sẽ cho Noal một công việc kiếm tiềm nhàn hạ với những giao kèo có lợi cho hai bên. Fagin cũng đề cập tới việc Cáo Tinh Ranh đã bị cảnh sát bắt và có nhiều bằng chứng chống lại sự vô tội của Cáo. Cáo sẽ bị đưa đi đày vào một ngày nhất định.
Nancy đến gặp cô Rose, lúc này đã chuyển về thành phố. Nancy bày tỏ hết nỗi niềm của mình với cô Rose. Cô Rose do lòng nhân từ đã bảo Nancy hãy đến ở với gia đình này nhưng Nancy từ chối. Lý do: Cô quá yêu Sikes.
Fagin đến nhà Bill Sikes, lão đã nghi ngờ hành tung của Nancy. Lão cho rằng Nancy đã có kẻ khác ngoài Bill. Hắn cho Noal theo dõi Nancy mà không biết rằng chính việc làm này đã gây ra cái chết của cô gái bán hoa tội nghiệp sau này. Nancy không mảy may nghi ngờ, cô vẫn đến gặp cô Rose như đã định. Lần này có thêm cụ Brownlow nữa (cụ đã biết hết chuyện về Oliver và cụ trở nên thông cảm với cậu). Họ bàn chuyện về Oliver. Noal đứng khá xa nên không thể nghe thấy được toàn bộ câu chuyện. Nhưng anh ta chạy một mạch về nhà Fagin nói với lão ta những gì mình biết. Fagin nói với Sikes. Sikes vội vàng đi đến kết luận rằng Nancy phản bội lại hắn và giết cô một cách thật tàn nhẫn. Bill Sikes cùng con chó của hắn bỏ trốn.
Cùng lúc đó, Monks bị người của cụ Brownlow đưa về nhà. Cụ Brownlow gạ hỏi hắn ta. Và hắn đã thú nhận tất cả: Monks tên thật là Edward Leeford, con trai của Edwin Leeford. Và Monks cũng chính là anh cùng cha khác mẹ của Oliver.
Cái kết

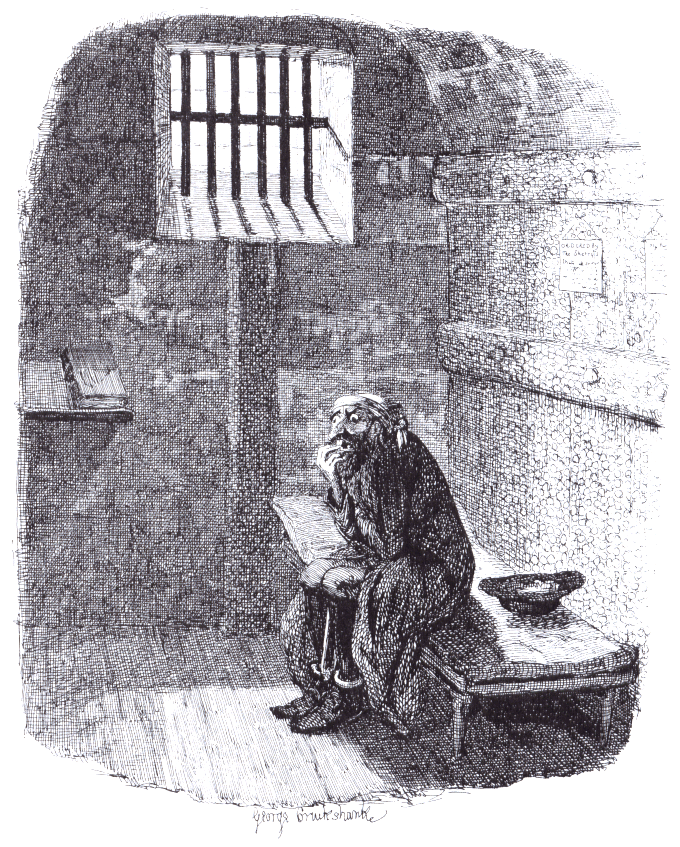
Fagin trong tù

Fagin bị đưa vào tù và bị kết án treo cổ cho đến chết.
Bill Sikes trốn tới đảo Jacobs nhưng bị Charley Bates tố giác. Còn Charley Bates sau này đã trở thành một ông chủ ở một trang trại tính tình vui vẻ nên được mọi người yêu mến.

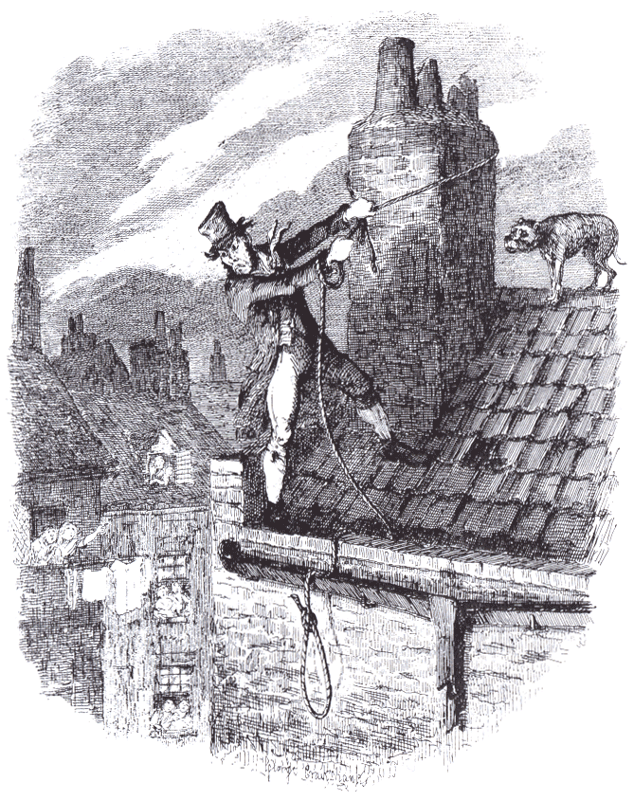
Bill Sikes trên nóc nhà cùng với con chó của hắn

Cô Rose và Harry Maylie kết hôn. Harry cũng tiết lộ anh chính là một giáo hoàng. Cô Rose cũng chính là em gái của mẹ Oliver.
Những tên đồng bọn khác của Fagin cũng bị chết ở đâu đó, xa quê hương.
Còn Monks, sau khi nói hết về thân thế của Oliver cũng như món đồ mà hắn đã ném xuống vực (là bằng chứng để chứng minh thân phận của Oliver) thì trốn đi với một phần tài sản của cha hắn để lại rồi cũng chết ở trong tù do một lỗi gì đó. Về vợ chồng Bumble, họ bị tước mất quyền làm ông bà chủ nhà tế bần và trở nên nghèo khổ, sau cùng cũng chết như bao người nghèo khác.
Noal Claypole được ân xá và trở thành cảnh sát.
Oliver được cụ Brownlow nhận làm con nuôi, cậu có một cuộc sống trong sạch, hạnh phúc bên những người yêu thương mình thật sự.

## Chuyển thể
Oliver Twist đã được chuyển thể thành nhiều phim điện ảnh, phim truyền hình và các vở nhạc kịch.
Bộ phim Oliver! năm 1968 đã đoạt giải Oscar.